# Geordi La Forge
Geordi La Forge è un personaggio immaginario del franchise di fantascienza Star Trek. Interpretato dall'attore LeVar Burton, appare nelle serie televisive The Next Generaion, Voyager e Picard; nei film con protagonista l'equipaggio di The Next Generation, Generazioni, Primo contatto, L'insurrezione e La nemesi. Burton ha inoltre prestato la voce al personaggio nei videogiochi Star Trek: The Next Generation - A Final Unity,  Generations, Star Trek Online e Family Guy: The Quest for Stuff. Il personaggio appare inoltre in alcuni romanzi del franchise. La Forge è un ufficiale della Flotta Stellare con l'incarico di ingegnere capo, prima dell'astronave USS Enterprise NCC-1701-D, poi della USS Enterprise NCC-1701-E.

## Caratteristiche del personaggio
La Forge è un giovane ufficiale dotato di grande intelligenza e intuito che, unite a un'approfondita conoscenza della meccanica spaziale, gli consentono di trovare soluzioni ai più astrusi problemi che l'Enterprise deve affrontare nelle sue numerose missioni.
Essendo figlio di due ufficiali della Federazione, Geordi ha vissuto buona parte dell'infanzia e dell'adolescenza nello spazio, seguendo di volta in volta i genitori nelle loro assegnazioni su diverse astronavi; di conseguenza faticava a farsi degli amici ed era molto solitario. Ecco perché trovava divertente giocare con gli strumenti di lavoro dei genitori e ha quindi appreso le nozioni tecniche più in fretta di altri.
Sebbene nella prima stagione il suo ruolo designato sia quello di timoniere, rivela ben presto le sue vere qualità e viene infatti trasferito in sala macchine e promosso Ingegnere Capo già dalla stagione successiva.
Il personaggio dell'ingegnere ricoperto da Geordi sostituisce quello appartenuto, nella serie classica, a Montgomery Scott. Sebbene vi siano profonde differenze, i due hanno in comune la dote di saper trovare la migliore soluzione tecnica a quasi tutti i problemi, anche quando questo significa andare oltre i limiti.
Gentile, affabile e anche autoritario quando occorre, Geordi ha un buon rapporto con la maggior parte dell'equipaggio, tra cui il tenente Barclay, malgrado l'iniziale diffidenza. Instaura fin da subito un rapporto di fiducia e poi di autentica amicizia con Data, con cui è solito confidarsi e condividere opinioni sia tecniche che di natura sociale. Più di una volta Data ha ammesso di considerare Geordi come il suo migliore amico. 
Nel privato, Geordi sembra essere più affezionato al proprio lavoro che alla vita sociale; infatti rimane spesso a lavorare in sala macchine oltre il suo turno di servizio. Non sono note le sue relazioni sentimentali, anche se ha avuto modo di innamorarsi in rare occasioni, sebbene non abbia molto successo con le donne in quanto piuttosto timido. Prova sincera ammirazione e nutre dei sentimenti per la dottoressa Leha Brahms, la giovane ingegnera che ha progettato i motori dell'Enterprise D, con la quale condivide molti interessi.  
È sempre molto entusiasta di ogni scoperta scientifica.
Ha in comune con il comandante Riker la passione per il poker e partecipa alle partite con gli altri ufficiali anziani. Grazie al VISOR, Geordi è in grado di vedere le carte degli altri giocatori, ma per correttezza decide di guardarle solo quando la giocata è conclusa.
Geordi soffre di emicranie abbastanza frequenti, causate dall'uso prolungato del VISOR. Tale disturbo era realmente sofferto dallo stesso LeVar Burton, il quale ammise che la protesi visiva, anche se finta, era molto pesante da portare ed era impiantata mediante piccoli perni posti nelle tempie, che gli procuravano mal di testa durante le riprese. Inoltre il VISOR limitava il suo campo visivo periferico causando piccoli incidenti sul set. Questo spinse in seguito gli sceneggiatori a sostituire il VISOR con impianti oculari cibernetici.

## Storia del personaggio
Il nome del personaggio deriva da quello di un fan di Star Trek, Jordan La Forge, morto nel 1975 per distrofia muscolare.

### Infanzia e gioventù
Geordi nasce il 16 febbraio 2335 nella Confederazione Africana sulla Terra. I suoi genitori sono entrambi ufficiali della Flotta Stellare, il capitano Silva La Forge e il comandante M. La Forge, esozoologo. Ha anche una sorella minore di nome Ariana.
La Forge è cieco fin dalla nascita. Dal momento che il suo difetto è abbastanza grave da rendere inutili le normali cure contro la cecità disponibili nel XXIV secolo, fin dall'età di 5 anni gli viene fornita un'avanzata protesi visiva chiamata VISOR, in inglese Visual Instrument and Sight Organ Replacement. Il VISOR si interfaccia con il nervo ottico e la corteccia visiva di Geordie, trasmettendo le informazioni sotto forma di impulsi elettromagnetici (onde delta compresse) inviati al cervello mediante due punti di accesso impiantati nelle sue tempie. La sensibilità del VISOR capta le lunghezze d'onda dello spettro EM, oltre all'infrarosso e all'ultravioletto. Sebbene il risultato siano delle immagini non molto dettagliate e con un differente spettro di colori, grazie al VISOR Geordi percepisce anche quelle frequenze che normalmente non sono captate dalla retina umana: per esempio, riesce a rilevare tracce di energia e calore, o segnali radio, ed è anche capace di analizzare la composizione chimica di un materiale. Nell'arco della sua vita, Geordi ha portato diverse versioni di VISOR via via più aggiornate.
Dimostra fin da piccolo uno spiccato interesse per la meccanica di curvatura.
Frequenta l'Accademia della Flotta Stellare tra gli anni 2353 e 2357.
Nel 2357 viene assegnato come guardiamarina all'astronave USS Victory sotto il comando del capitano Zimbata. Dopo la prima assegnazione, viene trasferito sulla USS Hood negli anni compresi tra il 2361 e il 2364. Durante questo periodo, poco prima dell'inizio della serie Star Trek: The Next Generation, è promosso al grado di tenente junior e conosce il comandante William T. Riker, col quale stringe in seguito un rapporto di amicizia.

### The Next Generation
Nel 2364 viene assegnato come timoniere sulla USS Enterprise (NCC-1701-D) sotto il comando del capitano Jean-Luc Picard.
Nel 2365 viene promosso al grado di tenente e trasferito dal comando alla divisione operativa, diventando capo ingegnere e sostituendo il tenente comandante Logan. Nel 2366 è stato promosso al grado di tenente comandante (tra la seconda e la quarta stagione di The Next Generation).
Durante la serie The Next Generation, il VISOR è stato sfruttato dai Romulani per trasmettere degli ordini direttamente al cervello di La Forge. Successivamente, in Generazioni, l'El-Auriano Soran modificò il VISOR per ritrasmettere ciò che La Forge vedeva. Le immagini provenienti dal VISOR furono utilizzate dalla sorelle klingon Duras per danneggiare con uno sparviero l'Enterprise D.
Nel 2370 la nave Hera, comandata da sua madre, scompare in circostanze misteriose. Dopo lunghe ricerche, la Federazione ritiene la Hera perduta insieme a tutto l'equipaggio, per cui si presume che la madre di Geordi sia morta (sebbene il relitto non sia mai stato ritrovato).
Negli anni seguenti il VISOR viene considerato non più sostenibile da La Forge, in quanto produce un sovraccarico nervoso risultando pericoloso per la sua salute, fattore che aveva già iniziato a manifestarsi nel corso serie. Tra Generazioni e Primo contatto il VISOR viene quindi sostituito con degli impianti oculari cibernetici.
Nel 2372 La Forge viene trasferito sulla nuova Enterprise (NCC-1701-E) di classe Sovereign.

### Voyager
In un episodio della serie Star Trek: Voyager, La Forge è capitano della nave stellare USS Challenger nel 2390 e deve evitare che Harry Kim e Chakotay alterino la linea del tempo. La Forge non riesce nella missione e pertanto quella realtà è stata cancellata. In un futuro La Forge potrebbe diventare capitano di un vascello, ma ciò non è certo, dato che quella linea temporale è stata alterata.

### Picard
Nel 2401 Picard, parlando con un'amica, si riferisce al commodoro La Forge come il nuovo curatore del museo della Flotta Stellare; il personaggio farà in effetti la sua comparsa in tale veste quando Picard e Riker chiederanno il suo aiuto. La Forge recupera la sezione a disco semidistrutta della vecchia Enterprise D e riesce a ricostruire l'astronave, aiutando il suo ex capitano a svolgere la sua missione.

### Timeline alternative
In un futuro alternativo, La Forge si è sposato nel 2395 con Leah Brahms (che aveva conosciuto durante la serie) e ha avuto da lei tre figli (Alandra, Brett e Sydney). Egli ha abbandonato la Flotta Stellare per diventare uno scrittore. Benché questo futuro alternativo faccia parte della timeline creata da Q e quindi non sia da considerarsi attendibile, si presume che Geordie abbia comunque avuto dei figli con quei nomi. Infatti nella serie Star Trek: Picard compare la figlia Sidney, nel ruolo di timoniere della USS Titan A. Successivamente, sempre nella serie Picard, fa la sua comparsa anche Alandra La Forge, anch'ella ingegnere come il padre.

## Interpreti

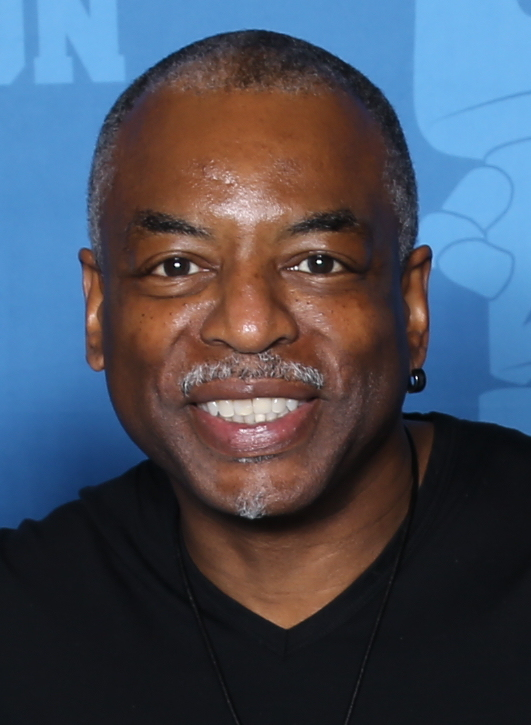
LeVar Burton, interprete di Geordi La Forge

Geordi La Forge è interpretato dall'attore statunitense LeVar Burton, già precedentemente celebre per aver interpretato il personaggio di Kunta Kinte da giovane nella miniserie televisiva Radici nel 1977. Burton lo interpreta nei 176 episodi della serie televisiva Star Trek: The Next Generation (1987-1994) e nell'episodio Senza tempo della quinta stagione della serie televisiva Star Trek: Voyager. Lo porta al cinema anche nei quattro film del franchise di Star Trek che vedono protagonista l'equipaggio di The Next Generation, Generazioni (Star Trek: Generations, 1994), Primo contatto (Star Trek: First Contact, 1996), Star Trek - L'insurrezione (Star Trek: Insurrection, 1998) e Star Trek - La nemesi (Start Trek: Nemesis, 2002), oltre che nel cortometraggio Star Trek: The Experience - The Klingon Encounter. Burton tornerà a interpretare Geordi La Forge nella terza stagione della serie televisiva  Star Trek: Picard, nel 2023.
LeVar Burton presta inoltre la voce al personaggio nei videogiochi del franchise, Star Trek: The Next Generation - A Final Unity (1995),  Generations (1997) e Star Trek Online (2010), e nel videogioco del franchise I Griffin, Family Guy: The Quest for Stuff (2014).
Nell'edizione italiana di The Next Generation, Generazioni,  Primo contatto, L'insurrezione e La nemesi, il personaggio è doppiato da Vittorio De Angelis.

## Merchandising
- Nel 1988 la Galoob ha commercializzato alcune action figure da 3½" raffiguranti i personaggi principali di The Next Generation nella divisa tipo A, compreso La Forge, che indossa l'uniforme rossa della prima stagione.[22]
- Nel 2021 la casa di giocattoli statunitense Mego, specializzata in action figure snodabili e con vestiti in stoffa, celebre negli anni settanta per le figure di supereroi Marvel e DC e personaggi dei film e telefilm, come Il pianeta delle scimmie e Star Trek, chiusa nel 1983 e risorta nel 2018, ha realizzato l'action figure da 8 pollici (20 cm) di Geordi La Forge nella sua linea ufficiale di Star Trek, nella Wave 14.[23] L'action figure si presenta indossando la divisa tipo B, con la maglia gialla, di capo ingegnere.[23]
- Nel 2023, in occasione della Fall Convention, la casa di giocattoli Funko ha realizzato un'action figure caricaturale di Geordi La Forge, nella sua linea Pop!, con numero 1409.[24] La figura è nella prima versione del personaggio, così come visto nella prima stagione di The Next Generation, indossando la divisa tipo A con la maglia rossa del personale operativo, anziché la maglia gialla che indosserà nelle successive stagioni, e assiso sulla poltrona del capitano.[24]

## Filmografia

### Cinema
- Generazioni (Star Trek: Generations), regia di David Carson (1994)
- Primo contatto (Star Trek: First Contact), regia di Jonathan Frakes (1996)
- Star Trek: The Experience - The Klingon Encounter, regia di Mario Kamberg e David de Vos - cortometraggio (1998)
- Star Trek - L'insurrezione (Star Trek: Insurrection), regia di Jonathan Frakes (1998)
- Star Trek - La nemesi (Start Trek: Nemesis), regia di Stuart Baird (2002)

### Televisione
- Star Trek: The Next Generation - serie TV, 176 episodi (1987-1994)
- Star Trek: Voyager - serie TV, episodio 5x06 (1998)
- Star Trek: Picard - serie TV, 5 episodi (2023)

## Pubblicazioni (parziale)

### Romanzi
- (EN) A.C. Crispin, The Eyes of the Beholders, collana Star Trek: The Next Generation, Pocket Books, 1990, ISBN 0671700103.
- (EN) Gene DeWeese, The Peacekeepers, collana Star Trek: The Next Generation, Pocket Books, 1990, ISBN 0671736531.
- (EN) Diane Carey, Ghost Ship, collana Star Trek: The Next Generation, Pocket Books, 1991, ISBN 0671746081.
- (EN) David Gerrold, Encounter at Farpoint, collana Star Trek: The Next Generation, Pocket Books, 1991, ISBN 0671743880.
- (EN) Michael Jan Friedman, Reunion, collana Star Trek: The Next Generation, Pocket Books, 1992, ISBN 0671787551.
- (EN) Diane Duane, Dark Mirror, collana Star Trek: The Next Generation, Pocket Books, 1993, ISBN 0671793772.
- (EN) Michael Jan Friedman, Ronald D. Moore e Brannon Braga, All Good Things..., collana Star Trek: The Next Generation, Pocket Books, 1994, ISBN 0671500147.
- (EN) William Shatner, Judith Reeves-Stevens e Garfield Reeves-Stevens, the Return, collana Star Trek, Pocket Books, 1997, ISBN 067152609X.
- (EN) Carmen Carter, The Children of Hamlin, collana Star Trek: The Next Generation, Pocket Books, 1998, ISBN 0671735551.
- (EN) Michael Jan Friedman, Death in Winter, collana Star Trek: The Next Generation, Pocket Books, 2007, ISBN 0743497228.

## Giochi

### Videogiochi
- Star Trek: The Next Generation - A Final Unity (1995)
- Star Trek: Generations, regia di Simon Ffinch, Guymond Louie e Rick Rasay (1997)
- Star Trek Online, regia di Joe Lyford e Lani Minella (2010)
- Family Guy: The Quest for Stuff (2014)
- Star Trek Fleet Command (2018)
- Star Trek Timelines (2020)